# Keihan Nakanoshima-lijn
De Keihan Nakanoshima-lijn  (京阪本線; Keihan Nakanoshima-sen) is een spoorlijn tussen Nakanoshima en Temmabashi in de Japanse stad Ōsaka. De lijn maakt deel uit van het netwerk van Keihan in de regio Osaka-Kobe-Kioto en is een zijtak van de Keihan-lijn. De lijn spoorlijn is vernoemd naar het eiland Nakanoshima (中之島, lett. 'het eiland in het midden') in de Aji-rivier, waar alle haltes behalve Temmabashi zich bevinden.

## Geschiedenis
De Nakanoshima-lijn is een recente toevoeging aan het netwerk van Keihan. In 2001 werd er besloten een spoorlijn naar het eiland aan te leggen, in 2003 begonnen de bouwwerkzaamheden en in 2008 werd de lijn geopend.

## Treinen
De Nakanoshima-lijn wordt net als de Keihan-lijn gekenmerkt door een groot aanbod van treindiensten. Al deze treinen stoppen op alle stations van de Nakanoshima-lijn:
- Tsūkin Kaikyū ((通勤快急, intercity) rijdt vanaf Demachiyanagi naar Nakanoshima tijdens de ochtendspits.
- Kaisoku Kyūkō (快速急行, intercity) rijdt in de spitsuren 's ochtends en 's avonds tussen Nakanoshima en Demachiyanagi.
- Tsūkin Junkyū (通勤準急, sneltrein) rijdt alleen vanuit Kioto en stopt niet tussen Kayashima en Kyōbashi.
- Junkyū (準急, sneltrein) rijdt tussen Demachiyanagi en Nakanoshima en stopt niet tussen Moriguchi en Kyōbashi.
- Kukan Kyūkō (区間急行, sneltrein) rijdt tussen Kuzuha en Nakanoshima.
- Futsu (普通, stoptrein) stopt op elk station.

## Stations
| Station       | Japans   | Verbindingen                                                                                        | Wijk    | Stad  |
| ------------- | -------- | --------------------------------------------------------------------------------------------------- | ------- | ----- |
| Nakanoshima   | 中之島   | | Kita-ku | Ōsaka |
| Watanabebashi | 渡辺橋   | Metro van Osaka: Yotsubashi-lijn (Station Higobashi: Y12)                                           | Kita-ku | Ōsaka |
| Ōebashi       | 大江橋   | Keihan: Keihan-lijn (Station Yodoyabashi) Metro van Osaka: Midosuji-lijn (Station Yodoyabashi: M17) | Kita-ku | Ōsaka |
| Naniwabashi   | なにわ橋 | Keihan: Keihan-lijn (Station Kitahama) Metro van Osaka: Sakaisuji-lijn (Station Kitahama: K14)      | Kita-ku | Ōsaka |
| Temmabashi    | 天満橋   | Keihan: Keihan-lijn Metro van Osaka: Tanimachi-lijn (T22)                                           | Chūō-ku | Ōsaka |